# قزل-توغ (شهرستان اوزکند)
قزل-توغ (به لاتین: Kyzyl-Too) یک منطقهٔ مسکونی در قرقیزستان است که در شهرستان اوزکند واقع شده‌است. قزل-توغ ۳٬۲۶۹ نفر جمعیت دارد.